# G-LOC
G-LOC son las siglas en inglés de G-force induced Loss Of Consciousness, pérdida de conciencia inducida por fuerza G, un término empleado en medicina aeroespacial para describir la pérdida de conciencia resultante de fuerzas g excesivas y mantenidas que disminuyan el aporte sanguíneo al cerebro.

## Características de la aceleración
De todas las fuerzas que puede sufrir un piloto en su aeronave, sólo pueden causar G-LOC las que ocurran en el eje vertical. Las aceleraciones longitudinales, como las de la catapulta de un portaaviones, o las laterales, no tienen efectos fisiológicos importantes. Los efectos de la aceleración dependen de distintos parámetros:
- El primero, la magnitud. No es lo mismo una aceleración de 1,1 g que otra de 11 g: la primera apenas se sentiría, mientras que en la segunda provocaría una pérdida de conocimiento.
- La duración: si es breve, los efectos son menores y la tolerancia es mayor. Al salir del avión con un asiento eyectable se alcanzan fuerzas de hasta 19 g sin mayores problemas, mientras que 5 g mantenidos durante una maniobra pueden llegar a hacer perder el conocimiento.
- La velocidad de establecimiento (onset rate): son preferibles los cambios progresivos a los cambios bruscos.

## Efectos de la aceleración vertical
A efectos prácticos, la aceleración “multiplica” el peso; si nuestro brazo pesa siete kilos en la superficie de la Tierra, a 1 g, y ahora nos metemos en un avión acrobático y hacemos un looping a 4 g, la sensación será la misma que si tuviésemos un saco de 21 kg sobre el brazo. Uno de los efectos principales de las g's excesivas es la dificultad y lentitud de movimientos.
Asimismo, la sangre tenderá a bajar hacia las piernas, disminuyendo la presión en las partes más elevadas del organismo, como por ejemplo los ojos. La retina recibe menos irrigación y empieza a funcionar mal: con una presión de perfusión de ~90 mmHg perderíamos la visión periférica, obteniendo lo que se conoce como visión túnel. Si se aumenta la aceleración hasta unos 5 g, cuando alcanzásemos una presión tan baja como 30 mmHg perderíamos transitoriamente la visión (blackout). No obstante, las células de la retina tienen una reserva de oxígeno de unos cinco segundos: durante ese tiempo no se podría provocar un blackout, de ahí que la duración de la aceleración sea importante.
Del mismo modo, el cerebro también ve disminuido su aporte de oxígeno: manteniendo esa situación de excesivos g's durante suficiente tiempo, el cerebro no recibirá sangre y perderemos la conciencia. Esto generalmente va precedido de los efectos visuales, pero si la aceleración se establece lo suficientemente rápido pueden ocurrir simultáneamente.
Por último, las g positivas también pueden provocar el desplazamiento de la piel y pequeñas hemorragias (petequias) por la rotura de capilares en las zonas inferiores, llegando incluso a causar hematomas escrotales.

## Dispositivos y maniobras para evitarlo
El propio organismo tiene mecanismos de compensación: en el cayado de la aorta y el seno carotídeo hay unos sensores de presión que, para mantener el riego, desencadenan un aumento de la frecuencia y la fuerza con la que se contrae el corazón. Sin embargo, esta adaptación tiene un retraso de hasta quince segundos, por lo que sólo serviría para fuerzas de baja magnitud y larga duración.